# Murza
Murza byl perský šlechtický titul v íránských a turkických státech, jako byl Kazaňský chanát, Astracháňský chanát, Krymský chanát, Zlatá horda a další. Mezi Tatary se jednalo o titul středního feudálního šlechtice.

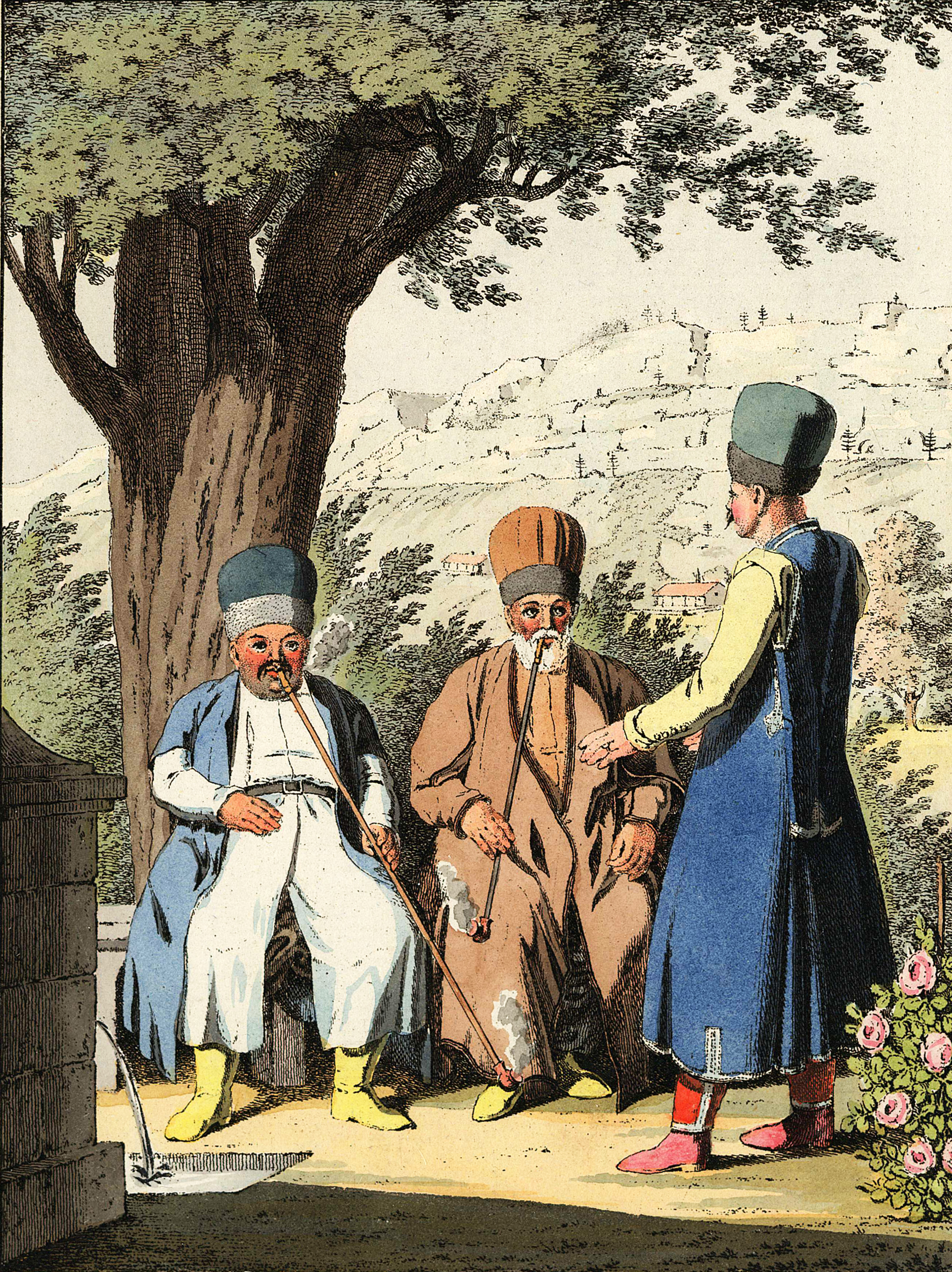
Krymští murzové, kresba z roku 1794

Tatarští murzové sloužili i v Moskevském, Tverském nebo Rjazaňském knížectví v dobách, kdy byly vazaly Zlaté hordy.
Po dobytí Kazaně ruskou armádou v roce 1552 přešla část tatarských murzů do ruských služeb, zatímco jiní byli popraveni. V Ruském impériu se murzové stali převážně tatarskými obchodníky, po říjnové revoluci většina murzů emigrovala do zahraničí.
Známí murzové:
- murza Begič - velitel tatarských vojsk v bitvě na Voži
- murza Devlet-Girey - ruský důstojník kabardského původu